# Scurrula gongshanensis
Scurrula gongshanensis är en tvåhjärtbladig växtart som beskrevs av Hua Shing Kiu. Scurrula gongshanensis ingår i släktet Scurrula och familjen Loranthaceae. Inga underarter finns listade i Catalogue of Life.